# Karadin
Karadin (mađ. Karád) je selo u središnjoj zapadnoj Mađarskoj.
Zauzima površinu od 52,38 km četvornih.

## Zemljopisni položaj
Nalazi se na 46° 41′ 21,95″ sjeverne zemljopisne širine i 17° 50′ 38,04″ istočne zemljopisne dužine, u Külsõ-Somogyu.
Somogybabod je zapadno-jugozapadno, Somogytúr je zapadno-sjeverozapadno, Visz, Latranska pustara i Latran su sjeverozapadno, Nagycsepely i Kötcse su sjeverno, Somogymeggyes je sjeveroistočno, Alsócsesztapuszta je neposredno južno, a Fiad južnije.

## Upravna organizacija
Nalazi se u Fonjodskoj mikroregiji u Šomođskoj županiji. Poštanski broj je 8676. 

## Promet
Nalazi se na željezničkoj pruzi Kapuš – Siófok i nekoliko km istočno od državne cestovne prometnice br. 67. Željeznička postaja koja nosi ime Karadina nalazi se 2 km od Karadina i 1 km od Alsócsesztapuszte.

## Stanovništvo
Karadin ima 1.716 stanovnika (2001.). Većina su Mađari, a 2,3&% su Romi.

## Vanjske poveznice
- (mađarski) Stranice o Karadinu  Arhivirana inačica izvorne stranice od 22. lipnja 2013. (Wayback Machine)